# Incon (ruisseau)
Pour les articles homonymes, voir Incon.
L'Incon (ou ruisseau d'Incon ou ruisseau d'Encon) est un ruisseau français du Massif central, affluent de la Maronne et dont le cours se situe dans le département du Cantal.

## Géographie
Connu dans sa partie supérieure sous le nom de ruisseau de Lagarde, l'Incon prend sa source vers 750 mètres d’altitude dans le Massif central en Auvergne-Rhône-Alpes au nord de la commune de Sainte-Eulalie, près du lieu-dit Cisterne. Il passe à moins d'un kilomètre au sud-est du bourg de Pleaux et rejoint la Maronne en rive droite, à l'aval du barrage d'Enchanet, vers 360 mètres d'altitude.
Il est long de 26,6 km et son bassin versant s'étend sur 63 km2.

### Affluents
Parmi ses affluents, neuf ruisseaux sont répertoriés par le Sandre, le principal étant en rive gauche, le ruisseau de Vabres, long de 9,5 km.